# TT45
| G26 · t · Z4 |

| G26 · t · Z4 |

| G26 · t · Z4 | M · W3 |

| G26 · t · Z4 | M · W3 |

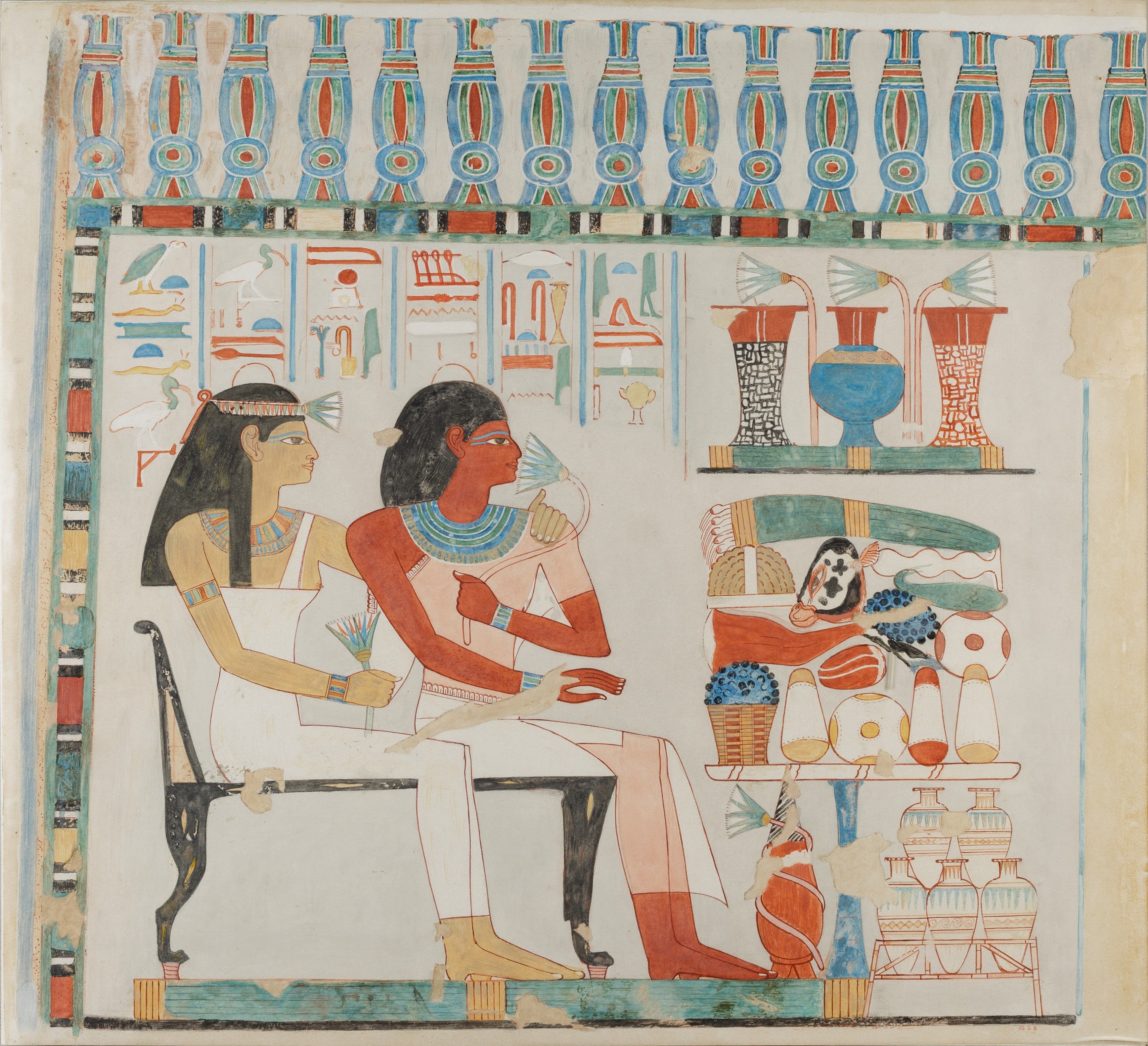
Djehuty e sua madre ricevono offerte

TT45 (Theban Tomb 45) è la sigla che identifica una delle Tombe dei Nobili ubicate nell’area della cosiddetta Necropoli Tebana, sulla sponda occidentale del Nilo dinanzi alla città di Luxor, in Egitto. Destinata a sepolture di nobili e funzionari connessi alle case regnanti, specie del Nuovo Regno, l'area venne sfruttata, come necropoli, fin dall'Antico Regno e, successivamente, sino al periodo Saitico (con la XXVI dinastia) e Tolemaico.

## Titolare
TT45 Era la tomba di:
| Titolare                       | Titolo                                                                                           | Necropoli           | Dinastia/Periodo                                            | Note                                                      |
| ------------------------------ | ------------------------------------------------------------------------------------------------ | ------------------- | ----------------------------------------------------------- | --------------------------------------------------------- |
| Djehuty, usurpata da Dhutemhab | Amministratore del Primo Profeta di Amon Mery / Capo dei fabbricanti di lino nel dominio di Amon | Skeikh Abd el-Qurna | XVIII dinastia (Amenhotep II) / XIX dinastia (Ramses II-?-) | nella piana, a sud-est della TT57, nei pressi della TT133 |

## Biografie
Originariamente predisposta durante la XVIII dinastia per Djehuty (Thot), questi era figlio di una dama recante lo stesso nome, Djehuty (o Dhout). I titoli completi di cui si fregiava erano: Amministratore della casa del Primo Profeta di Amon, Mery (titolare della TT95); Superiore di tutti i tessitori di Amon; Scriba della tavola delle offerte di Mery. Il cono funerario riporta, inoltre, i nomi di tre figli: Panakhtenopet, Userhatnakht, Unnefer, e tre nipoti Amenemopetnakht, Panebenopet, Suti detto anche Khensniuaa, ma non cita alcun nome femminile o della moglie.
In Periodo ramesside (forse sotto Ramses II), TT45 venne poi usurpata, da Dhutemhab, Capo dei fabbricanti di lino nel dominio di Amon, figlio di Unnefer, capo dei tessitori del tempio di Amon, e di Esi. Bekh-khons fu la moglie, Cantatrice della Triade Tebana; vengono inoltre menzionate cinque figlie femmine, tutte Cantatrici di Amon: Tyemheb, Nakhtmut, Iakhmut, Dinimuti e Aset, e quattro figli maschi: Panakhtenopet, Userhatnakht, Unnefer, Panesuttaui .

## La tomba
La tomba venne scoperta, durante la campagna di scavo 1903-1904, dall'archeologo inglese Sir Robert Mond. Successivamente si interessarono alla TT45 Norman e Nina de Garis Davies, ma nell'intervallo tra la scoperta e i rilievi dei due artisti, la tomba aveva patito consistenti danni e ruberie.
TT45 è poco rifinita; Robert Mond, nei suoi resoconti di scavo, menziona un pozzo nel piccolo cortile antistante l'ingresso, ma lo stesso non è mai stato investigato.
Alla facciata, scarna, priva di decorazioni e oggi praticamente inesistente, segue un breve corridoio, in cui sono rappresentati il defunto (non è identificabile se si tratti del titolare originale, Djehuty, o di Dhutemhab) e una donna che agitano sistri; questo dà accesso a una sala trasversale (anche in questo caso non rifinita). In una scena Djehuty e la moglie (non indicato il nome) adorano Nefertum; seguono scene di Dhumethab e di sua moglie Bakh-khons che adorano Amon-Ra e Maat. In una scena Djehuty è rappresentato con sua madre mentre riceve offerte, mentre poco oltre Dhutemhab offre fiori ai suoi genitori.
Altre scene rappresentano Dhutemhab e sua moglie Bakh-Khons nell'atto di ricevere l'offertorio dei figli Panakhtenope (Scriba del tesoro), Userhatnakht (Scriba dei lini pregiati), Wenennufer e Pennesuttawy, costituito da birra, pane, pollame, buoi, vino, incenso. Sono inoltre menzionate le figlie: Tyemhab, Nakhtmut, Hennutawy, Wernofret, e Istnofret, nonché i nipoti maschi Amenopenakht, Panebenope, Suti detto Khonsniwa, e le femmine Irnofrumut, Akhmut, Isis, e Dinimu. Sia queste ultime che le rispettive madri, sono indicate come cantatrici di Amon.

### Annotazioni
1. ↑  La prima numerazione delle tombe, dalla numero 1 alla 253, risale al 1913 con l’edizione del "Topographical Catalogue of the Private Tombs of Thebes" di Alan Gardiner e Arthur Weigall. Le tombe erano numerate in ordine di scoperta e non geografico; ugualmente in ordine cronologico di scoperta sono le tombe dalla 253 in poi.
2. ↑  I campi della Duat, ovvero l'aldilà egizio, si trovavano, secondo le credenze, proprio sulla riva occidentale del grande fiume.
3. ↑  Nella sua epoca di utilizzo, l'area era nota come "Quella di fronte al suo Signore" (con riferimento alla riva orientale, dove si trovavano le strutture dei Palazzi di residenza dei re e i templi dei principali dei) o, più semplicemente, "Occidente di Tebe".
4. ↑  le Tombe dei Nobili, benché raggruppate in un'unica area, sono di fatto distribuite su più necropoli distinte.
5. ↑  Le note, sovente di inquadramento topografico della tomba, sono tratte dal "Topographical Catalogue" di Gardiner e Weigall, ed. 1913 e fanno perciò riferimento alla situazione dell'epoca.
6. ↑  Tomba TT95.
7. ↑  Pratica alquanto usuale durante il periodo thutmoside.
8. ↑  Amon, Mut e Khonsu.
9. ↑  La corrispondenza con i nomi di tre figli maschi del primo occupante della tomba, Djehuty, lascia supporre che l'elenco sia stato almeno in parte "usurpato" dal secondo che ha sostituito il suo nome a quello del predecessore aggiungendo, forse, l'unico figlio Panesuttaui. Dhutemhab ebbe, comunque, gran rispetto della tomba di Djehuty e non causò danni ai dipinti parietali limitandosi ad asportare dipinti non ancora ultimati da una parete (nord della sala trasversale) per sostituirli con altri relativi alla sua famiglia.
10. ↑  Robert Mond (1867-1938), chimico e archeologo inglese; lavorò con archeologi di fama come Percy Newberry, Howard Carter, Arthur Weigall e Alan Gardiner con cui, peraltro, lavorò presso la Necropoli tebana.

### Fonti
1. 1 2 3  Porter e Moss 1927,  pp. 85-86.
2. ↑  Gardiner e Weigall 1913.
3. ↑  Donadoni 1999,  p. 115.
4. ↑  Gardiner e Weigall 1913, pp. 20-21.
5. ↑  Gardiner 1948, pp. 1-10.
6. ↑  Porter e Moss 1927,  p. 85.
7. ↑  Porter e Moss 1927,  p. 86.
8. ↑  Kitchen 1975.